# テッベ試薬
テッベ試薬（—しやく、Tebbe's reagent）は、有機合成化学において用いられるアルケン形成試薬のひとつ。チタンとアルミニウムをベースとし、メチレン単位と塩素原子によって橋かけされた構造を持つ。1978年にF.N.テッベが報告した。

## 合成
チタノセンジクロリドと2等量のトリメチルアルミニウムを混合することにより、メタンの発生を伴いつつテッベ試薬が生成する。
{\displaystyle {\ce {{Cp2TiCl2}+ 2Me3Al -> {Cp2TiCl(CH2)AlMe2}+ {Me2AlCl}+ CH4}}}

## 反応
アルデヒド、ケトンなどのカルボニル化合物と反応し、対応するオレフィンを与える。穏和な条件下、立体障害の大きなカルボニル基やエノール化しやすい基質とも反応するので、他の反応でうまくいかない場合にもオレフィン化が可能になることがある。また多くの場合ウィッティヒ反応では不可能なエステル、アミド、チオールエステルなどとも反応し、対応するエノールエーテル・エナミン・ビニルスルフィドを与えるため合成的に利用価値が高い。
反面、メチレン化しかできない、ルイス酸に弱い基質には適用できない、空気中では発火性があるため、窒素やアルゴンなどの不活性ガス雰囲気下で取り扱う必要があるなどが難点である。

## 反応機構
ルイス塩基の作用によって生成するチタンカルベン錯体　Cp2Ti=CH2 が活性種であると考えられている。ただしこの中間体は反応性が高く、単離・観測には成功していない。このカルベン錯体がカルボニル化合物と付加して4員環構造のチタナオキサシクロブテン中間体を与え、Cp2Ti=Oが脱離してオレフィンが生成するものと考えられている。チタン原子と酸素原子の強い親和性が、この反応の駆動力になっている。

## 応用
アリルエステルに作用させるとアリルビニルエーテルが得られ、これを加熱するとクライゼン転位を起こすため骨格変換に用いることができる。

## 関連試薬
- ペタシス試薬 - Cp2Ti(CH3)2 の構造を持つ。熱分解によりメタンを発生してテッベ試薬と同じ活性種 Cp2Ti=CH2 を生じ、同様なメチレン化反応に使える。
- リーツ試薬 - 分子式 Me2TiCl2 で表される。ケトン、アルデヒドをジメチル化する。